# Energiepioniere
Energiepioniere ist ein Dokumentarfilm von Samuel Stefan, produziert im Jahr 2018 in der Schweiz. Gezeigt werden die beiden Visionäre Hansjürg Leibundgut und James Ehrlich auf ihrem Weg zu Lösungen im Bereich der nachhaltigen Lebensweise. Der Film entstand in Koproduktion zwischen Lomotion und dem Schweizer Fernsehen.

## Handlung
Motiviert durch die zunehmende Klimaerwärmung, welche durch die Urbanisierung, Verkehrsüberlastung und die Ausschüttung von Treibhausgasen vorangetrieben wird, befassen sich die beiden Visionäre Hansjürg Leibundgut und James Ehrlich mit möglichen Lösungen für die zukünftigen Herausforderungen.
James, ein Unternehmer aus Kalifornien, will mit seinem Konzept «ReGen Villages» das urbane Wohnen neu erfinden. Seine Vision sind Dörfer, in denen eine Gesellschaft aus Gleichgesinnten die benötigte Energie und Nahrung selbst erzeugen. Hansjürg, ein Schweizer ETH-Professor, sieht die Lösung für die Zukunft auf politischer Ebene. Sein Ziel ist ein Umdenken in der Gesellschaft. Er entwickelte ein Heizsystem, welches Sonnenenergie sammelt und unterirdisch speichert. Als Folge können Gebäude unabhängig von anderen Energiequellen beheizt werden.
Gemeinsam ist den beiden Visionären ihr unermüdliches Engagement beim Finden von Lösungen für eine nachhaltigere Zukunft. Im Vergleich zu Bertrand Piccard, welcher für die Green Technology Movement steht, sind die beiden darauf angewiesen, ihre Ideen und Lösungen zu verkaufen. Um ihren Weg gehen zu können, müssen die beiden zahlreiche Hindernisse und Niederlagen in Kauf nehmen.

## Produktion
Die Regie führte Samuel Stefan. Die Realisierung seines Dokumentarfilms beanspruchte drei Jahre.
Die Produktion übernahm die Berner Filmproduktionsfirma Lomotion mit den beiden Produzenten Louis Mataré und David Fonjallaz. Zudem beteiligte sich das Schweizer Fernsehen als Koproduzent.

## Rezeption

### Kritiken
Das Schweizer Fernsehen sieht nicht einen belehrenden Film, sondern einer, der persönliche Geschichten erzählt. Welche Erfindungen von den beiden Visionären gemacht werden, erfährt der Zuschauende nur nebenbei. Der Film liefere nicht genügend Fakten, damit Lob und Kritik an den vorgestellten Projekten gerechtfertigt seien. Positiv sei dagegen die menschliche Seite, denn die Visionäre werden nicht als Helden dargestellt.

### Erfolge
Der Film konnte zu Beginn des Jahres 2019 seine erste Filmfestival-Teilnahme an den 54. Solothurner Filmtagen verzeichnen. Noch im selben Jahr war er auch am 14. Festival du Film Vert 2019 zu sehen, wo er einen Preis im Wert von 2000 Euro gewann.

### Auszeichnungen
14. Festival du Film Vert 2019
- FIFEL-Preis 2019